# Ghiacciaio patagonico
Il ghiacciaio patagonico era una vasta superficie ghiacciata di forma allungata che, durante l'Ultimo massimo glaciale, ricopriva la parte meridionale del Cile estendendosi fin quasi all'attuale Puerto Montt. In alcune rappresentazioni cartografiche il ghiacciaio patagonico viene collegato alle calotte di ghiaccio dell'Altiplano attraverso una serie di ghiacciai estesi su tutte le Ande.

## Dimensioni
La coltre ghiacciata si estendeva oltre la cresta delle Ande, fino all'Argentina, ma a causa dell'aridità del clima non raggiunse gli attuali laghi di Yagagtoo, Musters e Colhue Huapi. Al momento della sua massima estensione (circa 18.000-17.500 anni fa) il ghiacciaio della Patagonia si estendeva su 480.000 km² con un volume di ghiaccio stimato in oltre 500.000 km³; attualmente la porzione ghiacciata rimasta è soltanto il 4%, confinata in due aree chiamate rispettivamente ghiacciaio patagonico continentale settentrionale e meridionale. La fusione della coltre di ghiaccio comportò un aumento del livello del mare stimato in circa 1,2 metri. 
Durante il primo periodo glaciale all'inizio del Pleistocene la superficie ghiacciata si estendeva fino alla costa argentina, ma nelle successive glaciazioni si spostò sempre più a ovest a causa dell'aridità che contribuì a frenare l'espansione dei ghiacci. Il gradiente delle precipitazioni nella direzione est-ovest era ancora più marcato di quello odierno della Patagonia.

## Interazioni con l'ambiente
A differenza di altre estese superfici ghiacciate formatisi durante lo stesso periodo come nella Laurentide o nel Nord-Europa, il ghiacciaio patagonico non causò estinzioni di massa o significative riduzioni della biodiversità; questo perché la flora rimasta a nord della parte ghiacciata era isolata dal deserto di Atacama e fu in grado di speciare velocemente in ogni situazione di habitat favorevole. Per questo motivo, la maggior parte dell'originaria flora antartica sopravvive a tutt'oggi nella zona in passato occupata dal ghiacciaio.
Ci sono indicazioni che lo scioglimento del ghiacciaio con la deglaciazione di 17.500 anni fa, provocò l'apporto di un'enorme quantità di acqua dolce nell'adiacente Oceano Pacifico, con una conseguente diminuzione della salinità e un'alterazione della circolazione delle correnti che provocò significative variazioni ecologiche sia a livello locale che in aree più remote.